# Bahnstrecke Franois–Arc-et-Senans
| Abzweig der Strecke im Bahnhof Franois |                       |                                                              |                                                              |
| Streckennummer (SNCF): | 871 000               |                                                              |                                                              |
| Kursbuchstrecke (SNCF): | 3 (TER Franche-Comté) |                                                              |                                                              |
| Streckenlänge: | 26,9 km               |                                                              |                                                              |
| Spurweite: | 1435 mm (Normalspur)  |                                                              |                                                              |
| Stromsystem: | 25 kV – 50 Hz ~       |                                                              |                                                              |
| Maximale Neigung: | 15 ‰                  |                                                              |                                                              |
| Streckengeschwindigkeit: | 110 km/h              |                                                              |                                                              |
| Streckengeschwindigkeit mit Neigetechnik: | 120 km/h              |                                                              |                                                              |
| Zweigleisigkeit: | ja                    |                                                              |                                                              |
| |                       |                                                              |                                                              |
| \| \| \| Bahnstrecke Dole–Belfort von Belfort \| \| \| \| 393,9 \| Franois \| 276 m \| \| \| 393,4 0,5 \| Abzw. Franois nach Dole \| Abzw. Franois nach Dole \| \| \| 0,9 \| D 673 \| D 673 \| \| \| 5,7 \| Montferrand-Thoraise \| 235m \| \| \| 6,4 \| Doubs (2×) 110m+134m \| Doubs (2×) 110m+134m \| \| \| 8,7 \| Torpes-Boussières \| 230m \| \| \| 11,8 \| Canal du Rhône au Rhin (21m) \| Canal du Rhône au Rhin (21m) \| \| \| 11,9 \| Pont d'Osselle Doubs (128m) \| Pont d'Osselle Doubs (128m) \| \| \| 15,1 \| Byans-sur-Doubs \| 276m \| \| \| 22,5 \| Liesle \| 255m \| \| \| \| \| \| \| \| 27,4 385,8 \| Bahnstrecke Dijon–Vallorbe von Dijon (Abzw. d’Arc-et-Senans) \| Bahnstrecke Dijon–Vallorbe von Dijon (Abzw. d’Arc-et-Senans) \| \| \| \| \| \| \| \| 385,9 \| Arc-et-Senans \| 235m \| \| \| \| Bahnstrecke Dijon–Vallorbe nach Vallorbe \| \| |                       |                                                              |                                                              |
| Strecke |                       | Bahnstrecke Dole–Belfort von Belfort                         | Bahnstrecke Dole–Belfort von Belfort                         |
| Bahnhof | 393,9                 | Franois                                                      | 276 m                                                        |
| Abzweig geradeaus und nach rechts | 393,4 0,5             | Abzw. Franois nach Dole                                      | Abzw. Franois nach Dole                                      |
| Strecke mit Straßenbrücke | 0,9                   | D 673                                                        | D 673                                                        |
| Bahnhof | 5,7                   | Montferrand-Thoraise                                         | 235m                                                         |
| Brücke über Wasserlauf | 6,4                   | Doubs (2×) 110m+134m                                         | Doubs (2×) 110m+134m                                         |
| Bahnhof | 8,7                   | Torpes-Boussières                                            | 230m                                                         |
| Brücke über Wasserlauf | 11,8                  | Canal du Rhône au Rhin (21m)                                 | Canal du Rhône au Rhin (21m)                                 |
| Brücke über Wasserlauf | 11,9                  | Pont d'Osselle Doubs (128m)                                  | Pont d'Osselle Doubs (128m)                                  |
| Bahnhof | 15,1                  | Byans-sur-Doubs                                              | 276m                                                         |
| Haltepunkt / Haltestelle | 22,5                  | Liesle                                                       | 255m                                                         |
| |                       |                                                              |                                                              |
| Abzweig geradeaus und von rechts | 27,4 385,8            | Bahnstrecke Dijon–Vallorbe von Dijon (Abzw. d’Arc-et-Senans) | Bahnstrecke Dijon–Vallorbe von Dijon (Abzw. d’Arc-et-Senans) |
| |                       |                                                              |                                                              |
| Bahnhof | 385,9                 | Arc-et-Senans                                                | 235m                                                         |
| Strecke |                       | Bahnstrecke Dijon–Vallorbe nach Vallorbe                     | Bahnstrecke Dijon–Vallorbe nach Vallorbe                     |

Die französische Bahnstrecke Franois–Arc-et-Senans im Département Doubs ist eine wichtige, zweigleisige Querstrecke zwischen den beiden Bahnstrecken Dole–Belfort im Norden und Dijon–Vallorbe im Südwesten, die sich im Bahnhof Dole verzweigen. Die Strecke ist Teil der Fernverbindung Lyon–Straßburg.

## Geschichte
Diese Strecke ist Teil der Verbindung von Bourg-en-Bresse nach Besançon und wurde zusammen mit ihr geplant und ausgeführt. Die Eisenbahngesellschaft Compagnie du chemin de fer de Paris à Lyon (PL) unterzeichnete am 20. April 1854 mit dem Minister für Landwirtschaft, Finanzen und Transport die Vereinbarung über den Bau der Strecke. Diese Vereinbarung wurde noch am selben Tag durch ein kaiserliches Dekret genehmigt. Erst ein Jahr später kamen die beiden kreuzenden, oben genannten Strecken hinzu. Bereits am 28. März 1881 konnte das von Anfang an mitgeplante zweites Gleis in Betrieb genommen werden.
In der zweiten Hälfte der 1850er Jahre gab es eine Konsolidierung bei den französischen Eisenbahngesellschaften. Nach dem finanziellen Zusammenbruch der Compagnie du chemin de fer Grand-Central de France, deren Abwicklung 1857 zugunsten der Compagnie du chemin de fer de Paris à Orléans beschieden wurde, entstand die Compagnie des chemins de fer de Paris à Lyon et à la Méditerranée (PLM) aus der Fusion der Unternehmen PL und der Compagnie du chemin de Lyon à la Méditerranée. Die Vereinbarung wurde am 11. April 1857 unterzeichnet und durch das Dekret vom 19. Juni 1857 genehmigt. Am 1. August 1864 ging sie in den Besitz der PLM über. 1938 wurde diese Strecke verstaatlicht.

## Infrastruktur
Ein teils relativ enger Kurvenradius bedingt die Höchstgeschwindigkeit von 110 km/h. Die Abzweigung Arc-et-Senans darf nur mit 60 km/h befahren werden. Erst Mitte 1995 wurde die Strecke elektrifiziert. Die Einspeisung von 25 kV bei 50 Hz erfolgt an den beiden Unterstationen Dijon und Liesle.
Die Zugsicherung erfolgt mithilfe elektromagnetischer Induktion (BAPR) in Zugfolgeabschnitten sowie durch Block automatique lumineux (BAL).
Die Verwaltung der Strecke obliegt dem TER Franche-Comté. Neben den Fernzügen verkehren an den sechs Bahnhöfen Regionalzüge. Mit 16 Zugverbindungen täglich gehört sie zu den hochfrequentierten Strecken der Gesellschaft. Die Züge benötigen für die 153 Kilometer von Besançon-Viotte nach Bourg-en-Bresse fast zwei Stunden.